# Liste der Monuments historiques in Narcy (Haute-Marne)
Die Liste der Monuments historiques in Narcy führt die Monuments historiques in der französischen Gemeinde Narcy auf.

## Liste der Objekte
| Bezeichnung               | Beschreibung           | Standort                                | Kennzeichnung | Schutzstatus | Datum | Bild |
| ------------------------- | ---------------------- | --------------------------------------- | ------------- | ------------ | ----- | ---- |
| Skulptur Petrus in Ketten | Stein, 18. Jahrhundert | in der Kirche St-Pierre-ès-Liens (Lage) | PM52000930    | Classé       | 1965  |      |